# You-Il Kang
You-Il Kang (24 de Outubro de 1953 - Seul, Coreia do Sul) é uma escritora sul-coreana que vive já desde 1995 na Alemanha.

## Biografia
You-Il Kang é filha de um director de uma escola secundária e enquanto jovem adolescente frequentara a escola secundária para estudantes do sexo feminino JinMyung em Seoul. Aos 22 anos publicara o seu primeiro romance Weiße Fahne (1975, Tema: separação da Coreia) e recebera em 1976 o prémio literário Kyunghyang com o seu romance Schauspielunterricht – Lições de Teatro –  (Tema: eutanásia). O prémio foi remunerado em um valor recorde bastante alto tendo em conta os habituais procedimentos na Coreia do Sul de então. Este romance foi transportado para o cinema e televisão.
Desde 1975, You-Il Kang é uma escritora independente. Vários dos seus livros tornaram-se bestsellers na Coreia do Sul.
Nos seus romances são abordados temas como eutanásia e terrorismo. Os protagonistas são sem excepção trabalhadores ou habitantes fronteiriços: por exemplo um actor que ajuda o seu irmão, que se encontra gravemente doente, a alcançar a morte; um combatente revolucionário que pretende concretizar a sua utopia por meio de bombas-relógio. Para tornar real uma utopia onde não há opressão nem violência é necessário estar-se pronto para matar alguém – um paradoxo já muito antigo no mundo da literatura.
Em 1988-89, You-Il Kang moderara o programa cultural Transmissão a partir da sala de convidados na KBS-TV (sistema de teledifusão coreano) e em 1986-87 a revista literária Coreia e a tua literatura na EBS-TV. Foi convidada permanente de vários talkshows, como por exemplo, em Controvérsias Políticas, Meia-noite e Supremo Tribunal Civil.
Na Coreia do Sul os romances jornalísticos têm já uma longa tradição e são bastante importantes. You-Il Kang foi autora de sequelas romanescas para diferentes jornais como Chosun Daily, Donga Daily e Hankuk Daily. Ela escreveu por muito tempo colunas em próprio nome. Em 1988 foi nomeada para membro da comissão radiofónica pelo Comité Olímpico de Seoul. Além do mais é colunista permanente sobre temas alemães no Korea Times.
Muda-se em 1995 para a Alemanha e inicia aqui uma pausa de dez anos na sua carreira de escritora. Por esta altura estuda no Instituto de Literatura Alemã da Universidade de Leipzig (Deutsches Literaturinstitut Leipzig) onde frequenta cadeiras de prosa, dramatologia e novos meios de comunicação.
Desde 2001 ela é docente convidada no Instituto de Literatura Alemã de Leipzig. Os seus seminários ocupam-se tanto com literatura europeia e asiática comparada (da Ásia Oriental), assim como de técnicas de pesquisa. Com os seus estudantes ela chega até a visitar salas onde se realizam autópsias, prisões, salas de psiquiatria forense, audiências judiciosas, caves de tiro, conventos, etc., sobre o qual é frequentemente abordado na mídia.

## Obras (Antologia)
Na Coreia do Sul foram publicados 20 romances, 8 colectâneas ensaísticas, 4 volumes de contos. 5 dos seus romances foram transportados para filme. Em baixo segue-se uma lista das suas obras traduzidas para o alemão:
- Schauspielunterricht, Munye Verlag, Seoul (1977)
- Weiße Fahne, Munye Verlag, Seoul (1978)
- Baum des Armen, Sosulmunhak, Seoul (1979)
- Vogel des Propheten, Munye Verlag, Seoul (1981)
- Walpurgisnacht, Myoungi Verlag, Seoul (1980)
- Einsamkeit des Feldes, Mugongsa, Seoul (1987)
- Für Pluto, Samjin Gihoeg, Seoul (1992)
- Klaviersonate 1987, Minumsa, Seoul (2005)

## Ensaios (Antologia)
- Aah, wenn der Tag anbricht, werde ich ein Nest bauen, Yowon Verlag (1984)
- Unter einem Wacholder, Gyusang Verlag (1985)
- Für die Auferstehung der einsamen Seele, Sinam Verlag (1986)
- Pensées der Hoffnung, Gyusang Verlag (1990)

## Prémios
- 1976 Prémio Literário Kyunghyang
- 1980 Prémio Literário Yowon
- 2008 Prémio Literário Coreano